# Песочная мандала

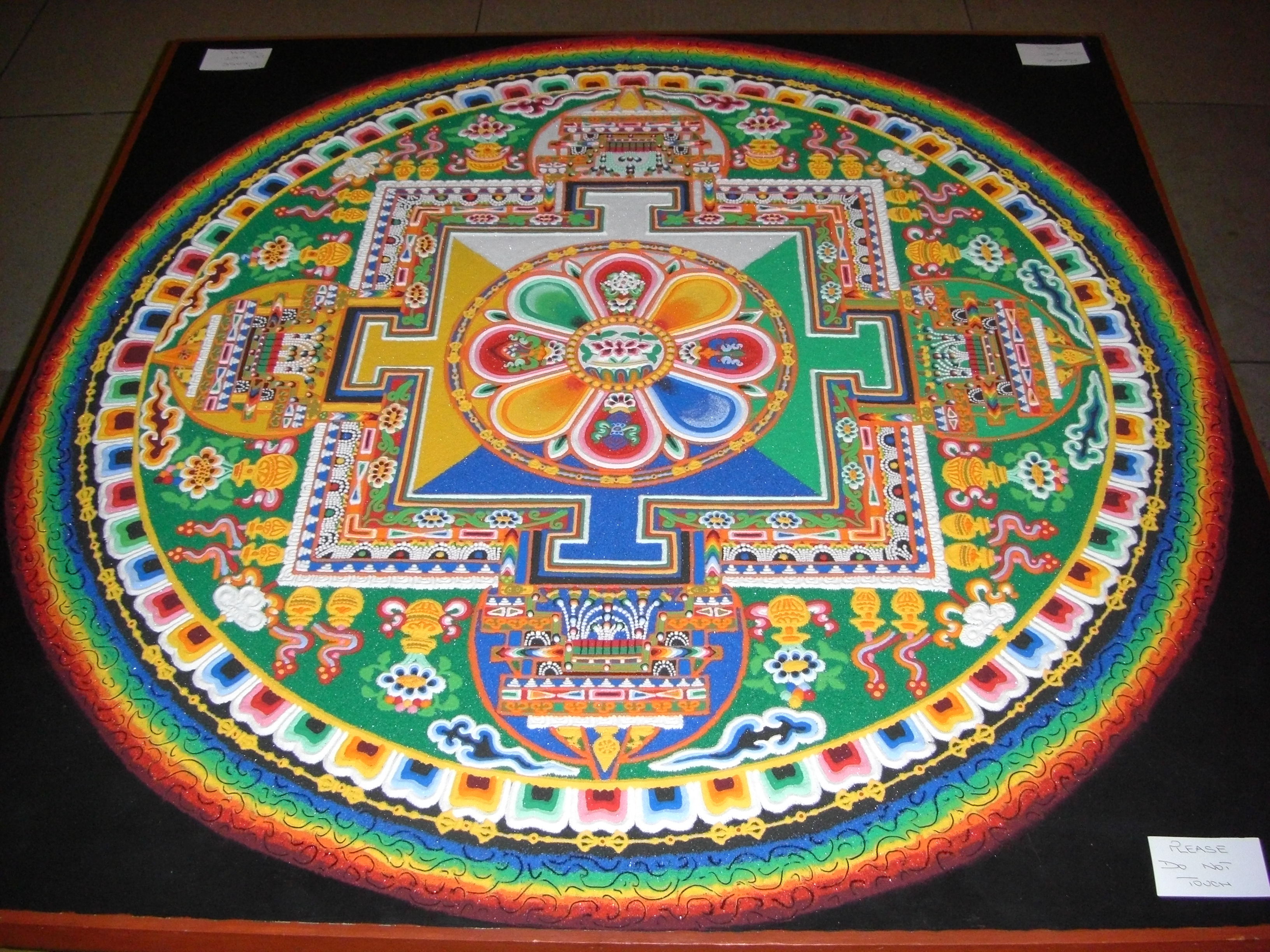
Мандала Ченрезига из песка, созданная и выставленная в Палате общин Соединенного Королевства по случаю визита Далай-ламы XIV 21 мая 2008 года.

Песочная мандала (Тибетский: དཀྱིལ་འཁོར།, Wylie: dkyil 'khor; Китайский: 沙坛城; Пиньинь: Shā Tánchéng) — это тибетская буддийская традиция, включающая создание и разрушение мандал из цветного песка. Ритуальное создание и уничтожение песочной мандалы сопровождается церемониями и просмотром, символизирующими буддийскую доктрину о преходящей природе материальной жизни.

## Создание Мандалы и материалы

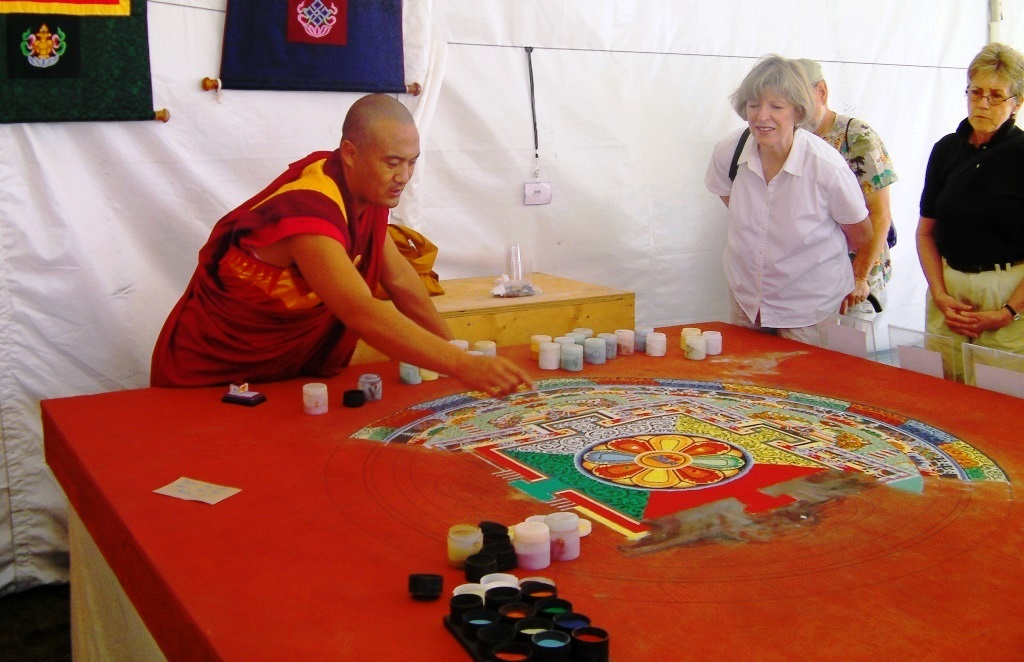
Тибетский монах создает песчаную мандалу. Вашингтон, округ Колумбия.

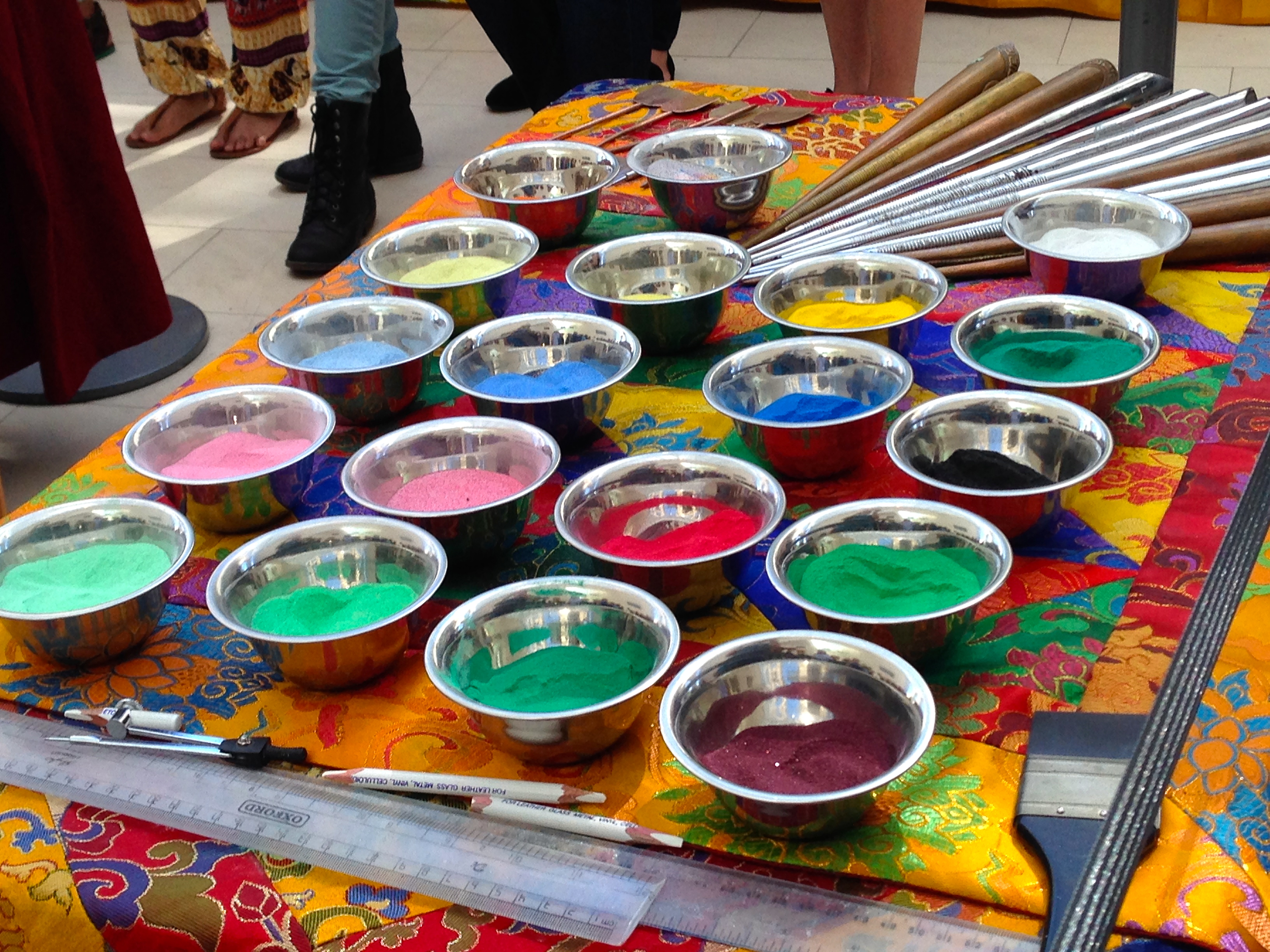
Материалы и инструменты, используемые для создания песочной мандалы

Исторически мандала создавалась не из песка, окрашенного естественным образом, а из гранул дробленого цветного камня. В наше время для достижения того же эффекта обычные белые камни измельчают и окрашивают укрывистыми красками. Монахи используют специальный, чрезвычайно плотный песок, чтобы ограничить влияние таких факторов, как ветер или чихание. Перед укладкой песка монахи, которым поручен проект, рисуют геометрические фигуры, связанные с мандалой. Затем гранулы песка наносятся с помощью небольших трубок, воронок и скребков, называемых чак-пур, пока не будет достигнут желаемый рисунок. На создание песочной мандалы традиционно уходит несколько недель из-за большого объема работы, связанной с укладкой песка в таких сложных деталях. Обычно над проектом работает группа монахов, создавая по одному участку рисунка за раз, работая изнутри наружу.

## Тематика
Мандала, к примеру, Калачакры содержит изображение 722 божеств в сложной структуре самой мандалы. Другие мандалы меньшего размера, например, приписываемая Ваджрабхайраве, содержат значительно меньше божеств и требуют меньшего количества геометрических фигур, но все равно на их выполнение уходит несколько дней. Как и все мандалы, они представляют собой двухмерные изображения того, что должно быть трехмерной реальностью. В качестве трехмерных мандал было предложено рассматривать различные здания, такие как Борободур на Яве, Индонезия, и Байон в Сиемреапе, Камбоджа, хотя среди ученых консенсуса по этому вопросу пока не достигнуто.
Краски для росписи обычно изготавливаются из природного песка, толченого гипса (белого цвета), желтой охры, красного песчаника, древесного угля и смеси древесного угля и гипса (синего цвета). Смешивая красные и черные материалы, можно получить коричневый цвет, красные и белые — розовый. Другие красители включают кукурузную муку, цветочную пыльцу, порошок корней и коры.

## Ритуальное уничтожение
Разрушение песочной мандалы является весьма церемониальным ритуалом. Даже слоги имени божества удаляются в определенном порядке вместе с остальной геометрической структурой, пока, наконец, мандала не будет разобрана, чтобы показать непостоянство. Песок собирается в кувшин, который затем заворачивается в шелк и переносится к реке (или в любое другое место с текущей водой), где он выпускается обратно в природу, чтобы рассеять целительные энергии мандалы среди живых существ в воде и по всему миру.

## Известные художники песочных мандал
- Лосанг Самтен
- Далай Лама